# Julidochromis dickfeldi
Julidochromis dickfeldi är en fiskart som beskrevs av Staeck, 1975. Julidochromis dickfeldi ingår i släktet Julidochromis och familjen Cichlidae. IUCN kategoriserar arten globalt som livskraftig. Inga underarter finns listade i Catalogue of Life.